# ماناکور
ماناکور شهری کوچک در جزیره مایورکا در دریای مدیترانه می‌باشد.

## جغرافیا
میانگین دمای این شهر حدود ۱۶ تا ۱۷ درجه سانتی گراد می‌باشد و حدود ۲۰٪ از مساحت آن پوشیده از جنگل می‌باشد و حدود ۲۵۵۰۰ نفر جمعیت دارد.